# Günter Wellerdieck
Günter Wellerdieck (* 1934; † 29. Oktober 2008) war ein deutscher Fußballfunktionär. In den 1970er Jahren war er mehrere Jahre Präsident von Preußen Münster, ehe er nach einer Schwarzgeldaffäre vom DFB gesperrt wurde.

## Werdegang
Der Gartenbau-Unternehmer Wellerdieck übernahm im März 1970 das Präsidentenamt bei Preußen Münster, der vormalige Bundesligist trat seinerzeit in der zweitklassigen Regionalliga West an. Als Tabellenfünfter der Spielzeit 1973/74 qualifizierte sich der Klub für die neu eingeführte 2. Bundesliga. In der Spielzeit 1974/75 platzierte sich die Mannschaft im mittleren Tabellenbereich. Dabei übernahm er Ende Mai kurzzeitig den Trainerposten, nachdem der abwanderungswillige Werner Olk – dem ehemaligen Spieler des FC Bayern München und Manager des TSV 1860 München lag ein Angebot der Bayern vor, als Trainerassistent von Dettmar Cramer nach München zurückzukehren – freigestellt worden war. Beim 2:1-Auswärtserfolg beim TSR Olympia Wilhelmshaven stand er an der Seitenlinie, ehe Hans-Werner Moors bis Saisonende zum Spielertrainer befördert wurde. Zunächst übernahm Detlev Brüggemann den Trainerposten, ehe nach nur drei Spieltagen abermals Wellerdieck einsprang und die Mannschaft beim 1:0-Erfolg über den 1. SC Göttingen 05 verantwortete. Anschließend avancierte die Mannschaft unter Rudi Faßnacht sowie dessen Nachfolger Werner Biskup – nachdem die Mannschaft im Frühjahr 1977 im Aufstiegsrennen abreißen lassen musste, sprang zwischenzeitlich erneut Wellerdieck für dieses Mal fünf sieglose Spiele bis zur Übernahme von Biskup ein, unter dem in der Spielzeit 1976/77 noch der sechste Platz gelang – zu einem Aufstiegskandidaten, wenngleich die erhoffte Bundesliga-Rückkehr teilweise nur knapp verpasst wurde.
1978 kam heraus, dass Wellerdieck zur Finanzierung einer um den Aufstieg mitspielenden Mannschaft einerseits Schulden angehäuft und andererseits gemeinsam mit Schatzmeister Alfred Balkau Eintrittskarten im Wert von 215.000 D-Mark schwarz verkauft und damit Steuern hinterzogen hatte. Bereits im November 1977 war dem Vorstand wegen möglicher Misswirtschaft beim seinerzeitigen Tabellenführer die Entlastung bei der Jahreshauptversammlung versagt worden. In der Folge war der Klub mit mehr als drei Millionen Mark verschuldet und musste eine Strafe von 25.000 Mark zahlen, Wellerdieck und andere Vorstandsmitglieder traten nach einer Schwarzkartenaffäre und offengelegten Steuerrückständen des Vereins von ihren Ämtern zurück und der DFB sperrte mindestens Wellerdieck und Balkau für drei Jahre für jegliche Vorstandstätigkeit. Unter Nachfolger Reinhold Schmelter, der sich jedoch nur kurzfristig an der Vereinsspitze hielt, gelang dabei auch mit gewisser Unterstützung Wellerdiecks die Konsolidierung: Da Wellerdieck als einer der Hauptgläubiger einen Großteil der Schulden finanziert hatte, hätte er einen Vergleich platzen lassen können – im März 1979 hieß es jedoch, dass er mit einer Rückzahlung von 30 % seiner Forderung von 520.000 Mark zufrieden sei.